# 나이지리아의 행정 구역
나이지리아는 36개의 주(state)와 1개의 연방 수도 지구(Federal Capital Territory, 아부자)로 구성된 연방 공화국이다.

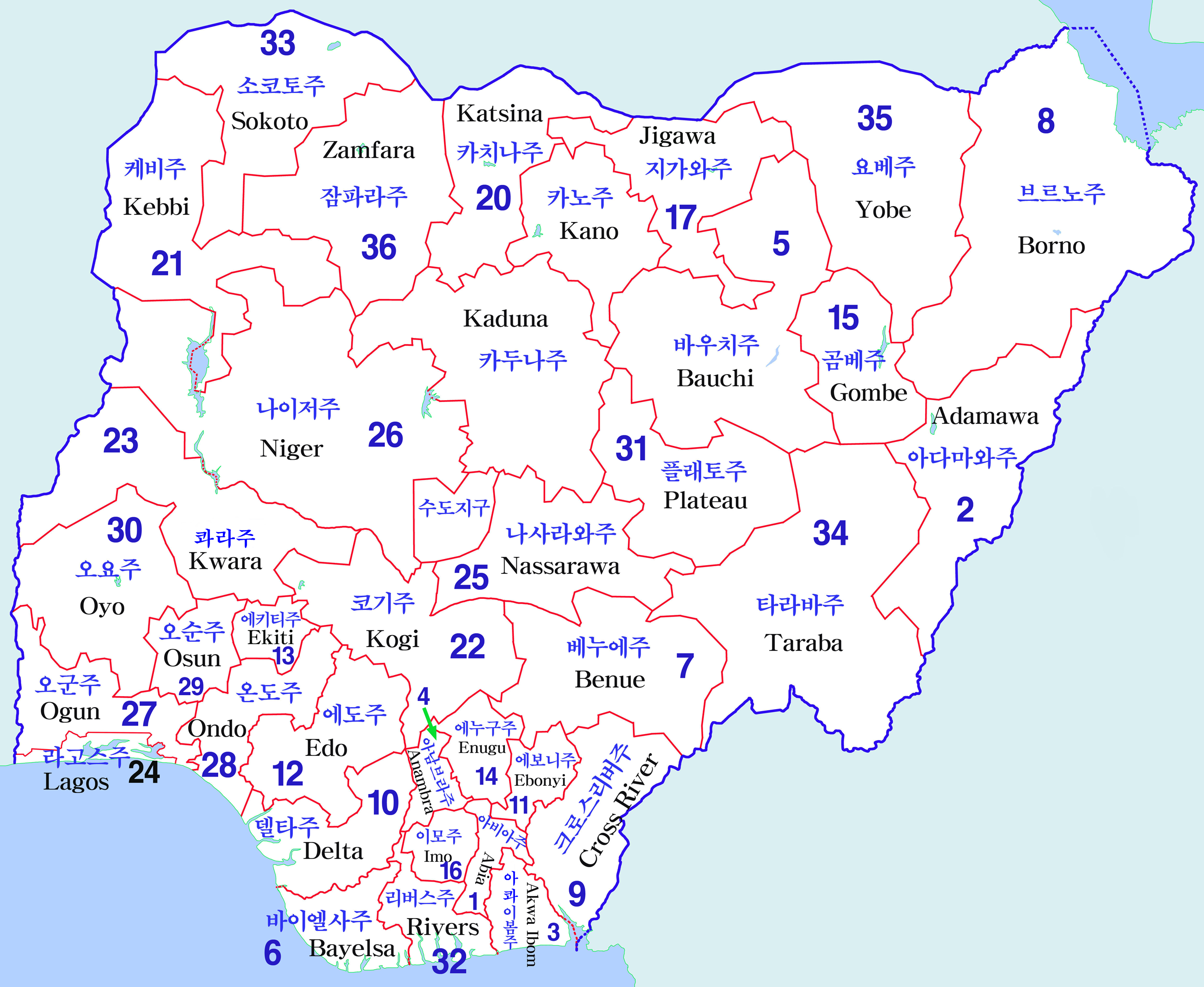
나이지리아의 행정 구역

## 행정 구역 목록
| - 아비아주 (Abia) - 아다마와주 (Adamawa) - 아콰이봄주 (Akwa Ibom) - 아남브라주 (Anambra) - 바우치주 (Bauchi) - 바이엘사주 (Bayelsa) - 베누에주 (Benue) - 보르노주 (Borno) - 크로스리버주 (Cross River) | - 델타주 (Delta) - 에보니주 (Ebonyi) - 에도주 (Edo) - 에키티주 (Ekiti) - 에누구주 (Enugu) - 곰베주 (Gombe) - 이모주 (Imo) - 지가와주 (Jigawa) - 카두나주 (Kaduna) | - 카노주 (Kano) - 카치나주 (Katsina) - 케비주 (Kebbi) - 코기주 (Kogi) - 콰라주 (Kwara) - 라고스주 (Lagos) - 나사라와주 (Nassarawa) - 나이저주 (Niger) - 오군주 (Ogun) | - 온도주 (Ondo) - 오순주 (Osun) - 오요주 (Oyo) - 플래토주 (Plateau) - 리버스주 (Rivers) - 소코토주 (Sokoto) - 타라바주 (Taraba) - 요베주 (Yobe) - 잠파라주 (Zamfara) |

연방 수도 지구(capital district)